# Hong Kong 97 (videogioco)
Hong Kong 97 (香港 97?, Hon Kon 97), scritto HONGKONG1997 sulla copertina del gioco, è uno sparatutto multidirezionale del 1995 realizzato per Super Famicom, senza licenza, in formato unità disco da HappySoft Ltd., una società giapponese di videogiochi homebrew. È stato progettato dal giornalista di giochi giapponese Yoshihisa Kurosawa, che ha affermato che il gioco è stato realizzato in due giorni. Il gioco ha guadagnato un culto di massa in Giappone e Taiwan per la sua scarsa qualità, dove è considerato un kusoge.

## Trama
Il gioco è incentrato sul trasferimento della sovranità su Hong Kong nel 1997. La gente della Cina continentale ha iniziato a emigrare a Hong Kong e ha aumentato notevolmente il tasso di criminalità. Come contromisura, Chin (Jackie Chan nella sua apparizione da Il mistero del conte Lobos), un parente non specificato di Bruce Lee e un drogato di eroina, è stato assunto dal governo di Hong Kong (rappresentato da Chris Patten) per spazzare via tutte le 1,2 miliardi di persone in Cina. Ma intanto, in Cina, erano in corso ricerche per riportare in vita il morto Tong Shau Ping (Deng Xiaoping) come "arma suprema". 
Quando il gioco è stato distribuito nel 1995, Deng Xiaoping, che nel gioco si dice morto, era ancora vivo. Tuttavia, è morto mesi prima del trasferimento nel 1997, quando si svolge la trama del gioco.

## Modalità di gioco
Immediatamente dopo l'introduzione della trama (che segue alcune pubblicità e la schermata del titolo), il gioco inizia. Il giocatore controlla Chin, con l'obiettivo di sparare e schivare la popolazione cinese e gli agenti di polizia che si muovono verso il basso dalla parte superiore dello schermo. Quando vengono colpiti, i nemici esplodono in funghi atomici, lasciandosi dietro un cadavere lampeggiante e oggetti per morte istantanea o invincibilità temporanea. Dopo un po', delle auto iniziano ad apparire dai lati, muovendosi orizzontalmente attraverso lo schermo come ostacoli. Dopo che trenta nemici sono stati sconfitti dal giocatore, appare il boss finale, l'arma suprema Tong Shau Ping (raffigurata come la testa disincarnata e proporzionalmente gigante di Deng Xiaoping). Una volta sconfitto, il gioco si ripete. Il gioco mostra sullo sfondo foto statiche, che si alternano tra immagini della propaganda maoista, Guilin, il logo dell'Asia Television, il logo della Coca-Cola cinese o Mao Zedong in bianco e nero. 
Se Chin viene colpito da qualcosa di diverso dall'oggetto di invincibilità, il gioco termina immediatamente (a meno che Chin non sia sotto invincibilità). La schermata del game over contiene le parole sovrapposte "CHIN IS DEAD!" ("CHIN È MORTO!") in inglese e in cinese grammaticalmente errato "Chén sǐ wáng" (陳 死亡). Il gioco passa quindi ai titoli di coda (elencando curiosamente l'Ambasciata del Canada in Giappone come partner di cooperazione) e torna alla schermata del titolo e si ripete nuovamente. 
All'avvio è possibile ascoltare i primi due versi della canzone I Love Beijing Tiananmen (我爱北京天安门S, Wǒ ài Běijīng Tiān'ānménP), che si ripetono all'infinito durante il gioco. Il gioco può essere giocato in inglese, giapponese o cinese tradizionale.

## Sviluppo
Nel gennaio 2018, Yoshihisa Kurosawa (detto "Kowloon") ruppe finalmente il suo silenzio sullo sviluppo del gioco nel South China Morning Post. Dichiarò che il suo obiettivo era quello di creare il peggior gioco possibile come una beffa per l'industria dei videogiochi. Dato che Kurosawa non aveva molte capacità di programmazione, aveva un dipendente di Enix che lo aiutava, con il gioco realizzato in due giorni. Kurosawa prese la musica da un Laserdisc di seconda mano che aveva preso in Shanghai Street e lo sprite del personaggio principale fu tratto da un poster de Il mistero del conte Lobos, un film di arti marziali di Hong Kong del 1984.
Con il gioco completato, Kurosawa utilizzò un dispositivo di backup del gioco in grado di copiare i giochi Super Famicom su floppy disk, dispositivi venduti nei centri commerciali di Sham Shui Po. Produsse merce attraverso articoli scritti con pseudonimi per riviste di gioco sotterranee e creò un servizio di vendita per corrispondenza per vendere il gioco su dischetti e cartucce. Dopo averlo venduto per alcuni mesi, si dimenticò del suo gioco illegale. Si rese conto che Hong Kong 97 stava guadagnando un'attenzione indesiderata alla fine degli anni 2000. Alla fine, i fan di Hong Kong 97 trovarono il suo account Facebook e da allora venne ripetutamente bombardato da domande relative al gioco.

### Schermata del game over
La schermata del game over contiene un'immagine di bassa qualità di un vero uomo morto, con fori di proiettile nel suo busto e una faccia storpiata. Per qualche tempo, l'immagine fu fonte di molte preoccupazioni e speculazioni poiché non si sapeva come Kurosawa arrivò a possedere l'immagine di un cadavere. L'immagine è un fotogramma di un mondo movie giapponese chiamato New Death File III (新・デスファイルIII?), pubblicato da V&R Planning. Kurosawa ottenne l'immagine fotografando il suo schermo televisivo e apparentemente dimenticò il film negli anni successivi. L'uomo nella foto è un civile non identificato che venne ucciso durante la guerra in Bosnia ed Erzegovina tra il 1992 e il 1995. Un doppiaggio portoghese del film è disponibile su YouTube e su LiveLeak.

## Accoglienza
Nelle recensioni retrospettive, Hong Kong 97 è stato accolto in modo estremamente negativo, con alcuni che lo hanno definito uno dei peggiori videogiochi mai realizzati. È stato anche indicato come un kusoge, che significa "gioco scadente". I giornalisti hanno notato il razzismo del gioco.